# Лихопуровская
Лихопуровская — нежилая деревня в Шенкурском районе Архангельской области. Входит в состав муниципального образования «Шеговарское».

## География
Деревня расположена в южной части Архангельской области, в таёжной зоне, в пределах северной части Русской равнины, в 31 километрах на север от города Шенкурска, на правом берегу реки Ледь, притока Ваги. Ближайшие населённые пункты: на западе деревня Леушинская, на востоке деревня Степинская.
Часовой пояс
Лихопуровская, как и вся Архангельская область, находится в часовой зоне МСК (московское время). Смещение применяемого времени относительно UTC составляет +3:00.

## Население
| 2002 | 2010 | 2012 |
| ---- | ---- | ---- |
| 4    | ↘0   | →0   |

## История
Указана в «Списке населенных мест Архангельской губернии к 1905 году» как деревня Лихопуровская (Новинки). Насчитывала 14 дворов, 49 мужчин и 45 женщин. В административном отношении деревня входила в состав Ямскогорского сельского общества Ямскогорской волости Шенкурского уезда Архангельской губернии.
На 1 мая 1922 года в поселении 20 дворов, 46 мужчин и 62 женщины.
В 2004 году деревня вошла в состав Ямскогорского сельского поселения. 2 июля 2012 года деревня Лихопуровская вошла в состав Шеговарского сельского поселения в результате объединения муниципальных образований «Шеговарское» и «Ямскогорское».